# Augusto María Sisson
Augusto Maria Sisson Filho (ur. 15 listopada 1895 w Niterói  – zm. 26 marca 1982 w Porto Alegre) – piłkarz brazylijski grający na pozycji defensywnego pomocnika.
Augusto Sisson karierę piłkarską rozpoczął w klubie Grêmio Porto Alegre w 1912 roku. W 1917 roku przeszedł do CR Flamengo, w którym grał do 1920. Największymi sukcesami w karierze klubowej 
Augusto Sissona było zdobycie mistrzostwa Stanu Rio de Janeiro – Campeonato Carioca w 1920 roku. W latach 1921–1923 ponownie występował w Grêmio. Z Grêmio dwukrotnie zdobył mistrzostwo stanu Rio Grande do Sul – Campeonato Gaúcho w 1921 i 1922.
Augusto Sisson wziął udział w turnieju Copa América 1920. Brazylia zajęła trzecie miejsce, a Sisson zagrał w meczach z Argentyną i Urugwajem oraz z Chile. Łącznie zagrał w barwach canarinhos cztery razy.